# 17e assemblée générale de l'Île-du-Prince-Édouard

La 17e assemblée générale de l'Île-du-Prince-Édouard est en séance entre le 26 janvier 1847 et 1850.
L'assemblée siège au gré du lieutenant-gouverneur Henry Vere Huntley (en). Joseph Pope (en) est élu président de l'Assemblée législative de l'Île-du-Prince-Édouard.

## Liste des membres
| Circonscription          | Membres                         |
| ------------------------ | ------------------------------- |
| 1er Prince               | Nicholas Conroy (en)            |
| 1er Prince               | James Warburton                 |
| 2e Prince                | Alexander Rae                   |
| 2e Prince                | Allan Fraser                    |
| 3e Prince                | Joseph Pope (en)                |
| 3e Prince                | James Herron Conroy             |
| 1er Queens               | Duncan Maclean                  |
| 1er Queens               | George Coles (en)               |
| 2e Queens                | John Longworth                  |
| 2e Queens                | Robert Mooney                   |
| 3e Queens                | John Little                     |
| 3e Queens                | John Macdougall                 |
| 1er Kings                | John MacKintosh (en)            |
| 1er Kings                | Donald McDonald                 |
| 2e Kings                 | John Jardine                    |
| 2e Kings                 | Edward Whelan (en)              |
| 3e Kings                 | Edward Thornton                 |
| 3e Kings                 | John W. LeLacheur               |
| Charlottetown et royauté | Edward Palmer                   |
| Charlottetown et royauté | Francis Longworth               |
| Georgetown et royauté    | Thomas Heath Haviland, Sr. (en) |
| Georgetown et royauté    | Hugh Macdonald                  |
| Princetown et royauté    | Donald Montgomery (en)          |
| Princetown et royauté    | William Clark                   |